# Brescia Waterpolo
Il Brescia Waterpolo è una associazione dilettantistica pallanuotistica con sede a Brescia, fondata nel 1999, che milita nel Girone Nord della Serie A2.
La società, nata dalle ceneri della Pallanuoto Brescia (le cui attività sono cessate nell'estate 2014) nel 2015 è stata inglobata dall'AN Brescia, prima squadra cittadina militante in Serie A1, cambiamento che l'ha costretta ad assumere la denominazione di Brescia Waterpolo.
Nella stagione 2017-2018 ottiene la promozione in Serie A2, dopo aver vinto in gara 3 la finale dei playoff contro la Dinamica Torino.

## Rosa stagione 2020-2021
| N° |                   | Ruolo | Giocatore                  |
| -- | ----------------- | ----- | -------------------------- |
|    | Italia (bandiera) | P     | Francesco Massenza Milani  |
| 2  | Italia (bandiera) | D     | Marco Stocco               |
| 3  | Italia (bandiera) | D     | Matteo Zugni               |
| 4  | Italia (bandiera) | CV    | Nicola Tononi              |
| 5  | Italia (bandiera) | CB    | Mario Garozzo di Grazia    |
| 6  | Italia (bandiera) | D     | Giuseppe Garozzo di Grazia |

| N° |                   | Ruolo | Giocatore            |
| -- | ----------------- | ----- | -------------------- |
| 7  | Italia (bandiera) | CV    | Gabriele Tortelli    |
| 8  | Italia (bandiera) | CB    | Tommaso Gianazza     |
| 9  | Italia (bandiera) | CV    | Piergiuseppe Zanetti |
| 10 | Italia (bandiera) | CV    | Matteo Rivetti       |
| 11 | Italia (bandiera) | CV    | Nicolò Casanova      |
| 12 | Italia (bandiera) | CV    | Andrea Sordillo      |
| 13 | Italia (bandiera) | D     | Riccardo Cammarota   |

- Allenatore:
- Vice-allenatori:

- Aldo Sussarello
- Massimo Castellani e  Enrico Oliva